# Joe Wolf
Joseph James Wolf, detto Joe (Kohler, 17 dicembre 1964 – 26 settembre 2024), è stato un cestista e allenatore di pallacanestro statunitense, di ruolo ala grande o centro, professionista nella NBA e in Spagna.

## Carriera
Venne selezionato dai Los Angeles Clippers al primo giro del Draft NBA 1987 (13ª scelta assoluta).

## Statistiche

### College
| Anno      | Squadra             | PG  | PT | MP   | TC%  | 3P%  | TL%  | RP  | AP  | PRP | SP  | PP   |
| --------- | ------------------- | --- | -- | ---- | ---- | ---- | ---- | --- | --- | --- | --- | ---- |
| 1983-1984 | N. Carol. Tar Heels | 30  | -  | 13,7 | 48,1 | -    | 75,8 | 2,8 | 0,5 | 0,2 | 0,1 | 3,4  |
| 1984-1985 | N. Carol. Tar Heels | 30  | -  | 30,5 | 56,6 | -    | 78,1 | 5,3 | 1,9 | 0,6 | 0,5 | 9,1  |
| 1985-1986 | N. Carol. Tar Heels | 34  | 34 | 25,1 | 53,2 | -    | 71,2 | 6,6 | 2,1 | 0,5 | 0,3 | 10,0 |
| 1986-1987 | N. Carol. Tar Heels | 34  | 34 | 29,6 | 57,1 | 57,5 | 79,3 | 7,1 | 2,9 | 1,3 | 0,3 | 15,2 |
| Carriera  | Carriera            | 128 | 68 | 24,9 | 55,1 | 57,5 | 76,5 | 5,5 | 1,9 | 0,7 | 0,3 | 9,6  |

### NBA

#### Regular season
| Anno      | Squadra             | PG  | PT  | MP   | TC%  | 3P%  | TL%  | RP  | AP  | PRP | SP  | PP  |
| --------- | ------------------- | --- | --- | ---- | ---- | ---- | ---- | --- | --- | --- | --- | --- |
| 1987-1988 | L.A. Clippers       | 42  | 26  | 27,1 | 40,7 | 20,0 | 83,3 | 4,5 | 2,3 | 0,9 | 0,4 | 7,6 |
| 1988-1989 | L.A. Clippers       | 66  | 15  | 22,0 | 42,3 | 14,3 | 68,8 | 4,1 | 1,7 | 0,5 | 0,2 | 5,8 |
| 1989-1990 | L.A. Clippers       | 77  | 19  | 17,2 | 39,5 | 20,0 | 77,5 | 3,0 | 0,8 | 0,4 | 0,3 | 4,8 |
| 1990-1991 | Denver Nuggets      | 74  | 38  | 21,5 | 45,1 | 13,3 | 83,1 | 5,4 | 1,4 | 0,8 | 0,4 | 7,3 |
| 1991-1992 | Denver Nuggets      | 67  | 0   | 17,3 | 36,1 | 9,1  | 80,3 | 3,6 | 0,9 | 0,5 | 0,2 | 3,8 |
| 1992-1993 | Boston Celtics      | 2   | 0   | 4,5  | 0,0  | -    | 50,0 | 1,5 | 0,0 | 0,0 | 0,5 | 0,5 |
| 1992-1993 | Portland T. Blazers | 21  | 0   | 7,4  | 46,5 | 0,0  | 85,7 | 2,1 | 0,2 | 0,3 | 0,0 | 2,5 |
| 1994-1995 | Charlotte Hornets   | 63  | 6   | 9,3  | 46,9 | 33,3 | 75,0 | 2,0 | 0,6 | 0,1 | 0,1 | 1,4 |
| 1995-1996 | Charlotte Hornets   | 1   | 0   | 18,0 | 0,0  | -    | -    | 2,0 | 0,0 | 2,0 | 0,0 | 0,0 |
| 1995-1996 | Orlando Magic       | 63  | 8   | 16,6 | 51,5 | 0,0  | 72,4 | 2,9 | 1,0 | 0,2 | 0,1 | 4,6 |
| 1996-1997 | Milwaukee Bucks     | 56  | 7   | 9,4  | 44,9 | 14,3 | 73,7 | 2,0 | 0,4 | 0,3 | 0,2 | 1,7 |
| 1997-1998 | Denver Nuggets      | 57  | 8   | 10,9 | 33,1 | 20,0 | 50,0 | 2,2 | 0,5 | 0,4 | 0,1 | 1,5 |
| 1998-1999 | Charlotte Hornets   | 3   | 0   | 4,0  | 0,0  | -    | 0,0  | 0,3 | 0,0 | 0,0 | 0,0 | 0,0 |
| Carriera  | Carriera            | 592 | 127 | 16,3 | 42,3 | 16,4 | 77,0 | 3,3 | 1,0 | 0,4 | 0,2 | 4,2 |

#### Play-off
| Anno     | Squadra             | PG | PT | MP   | TC%  | 3P%  | TL%  | RP  | AP  | PRP | SP  | PP  |
| -------- | ------------------- | -- | -- | ---- | ---- | ---- | ---- | --- | --- | --- | --- | --- |
| 1993     | Portland T. Blazers | 2  | 0  | 10,0 | 50,0 | -    | -    | 2,0 | 0,0 | 0,0 | 0,5 | 1,0 |
| 1995     | Charlotte Hornets   | 1  | 0  | 3,0  | -    | -    | -    | 0,0 | 0,0 | 0,0 | 0,0 | 0,0 |
| 1996     | Orlando Magic       | 11 | 0  | 7,7  | 34,8 | 33,3 | 75,0 | 0,5 | 0,2 | 0,1 | 0,0 | 1,8 |
| Carriera | Carriera            | 14 | 0  | 7,7  | 36,0 | 33,3 | 75,0 | 0,7 | 0,1 | 0,1 | 0,1 | 1,6 |

## Palmarès

### Giocatore
- McDonald's All-American Game (1983)